# Преображенський Євген Олексійович
Євген Олексійович Преображенський (3 лютого 1886, місто Болхов Орловської губернії, тепер Орловської області, Російська Федерація — розстріляний 13 липня 1937, місто Москва, тепер Російська Федерація) — радянський партійний діяч, секретар ЦК РКП(б), економіст і соціолог, автор книги «Нова економіка». Член ВЦВК і ЦВК СРСР. Кандидат у члени ЦК РСДРП(б) у 1917—1918 роках. Член ЦК РКП(б) у 1920—1921 роках. Член Контрольної комісії РКП(б) у 1920—1921 роках. Член Організаційного бюро і секретар ЦК РКП(б) з 5 квітня 1920 по 16 березня 1921 року.

## Життєпис
Народився в родині протоієрея Олексія Олександровича Преображенського, священника Болховської церкви.
Навчався в церковнопарафіяльній школі, потім, в 1895—1897 роках — в Болховському міському училище, з 1897 року — в Орловській класичній чоловічій гімназії, яку закінчив в 1905 році.
Член РСДРП(б) з жовтня 1903 року.
З осені 1903 по лютий 1904 року був членом соціал-демократичної трійки в Орловській класичній чоловічій гімназії, вів соціал-демократичну пропаганду серед учнів різних навчальних закладів Орла, зберігав нелегальну літературу. З весни 1904 року вів соціал-демократичну пропаганду серед робітників Хрущовського механічного заводу та робітників Мальцевського заводського округу в селі Дятьково Брянського повіту Орловської губернії. У жовтні 1905 року кооптований в члени Орловського комітету РСДРП. З жовтня по листопаді 1905 року вів партійну роботу на одному із Брянських заводів.
У 1905 році навчався на юоридичному факультеті Московського університету, навчання покинув. З листопада по грудень 1905 року — відповідальний пропагандист Пресненського районного комітету РСДРП в Москві; брав участь в Грудневому збройному повстанні 1905 року в Москві.
У грудні 1905 — березні 1906 року — член Пермського комітету РСДРП. 18 березня 1906 року заарештований в Пермі, п'ять місяців перебував у в'язниці. У серпні 1906 року звільнений за браком доказів під нагляд поліції.
У серпня 1906 року Преображенський знову обраний членом Пермського комітету РСДРП, вів партійну роботу в Єкатеринбурзі, Челябінську та Уфі. Того ж серпня 1906 року відряджений в Санкт-Петербург з метою закупівлі автоматичних пістолетів для бойової дружини Пермського комітету РСДРП. Під час поїздки заарештований на Казанському вокзалі в Москві, відправлений до Пермської в'язниці. Під час слідства утримувався під вартою в Пермській в'язниці, Миколаївському виправному арештантському відділенні цивільного відомства (близько 8 місяців) і в Казанській в'язниці. У 1907 році кримінальний департамент Казанської судової палати звільнив Преображенського з-під варти за браком доказів.
У квітні 1907 — квітні 1908 року — член Уральського обласного комітету РСДРП, вів партійну роботу на Південному Уралі, переважно в містах Уфі і Златоусті та на Сімських заводах; був обраний делегатом від Уральського обласного комітету РСДРП на III конференцію Російської соціал-демократичної робітничої партії (1907), де познайомився з Леніним. У березні 1908 року заарештований на нелегальній Челябінській міській конференції, але тієї ж ночі втік із поліцейської дільниці.
Наприкінці квітня 1908 року заарештований на вулиці в Уфі поліцейськими агентами і в 1908—1909 роках перебував під вартою в Уфимській, Челябінській та Пермській в'язницях. У вересні 1909 року засуджений до заслання на поселення в село Воробйово Кіренського повіту Іркутської губернії. У грудні 1911 року із заслання втік.
З січня по серпень 1912 року — співробітник легальної марксистської газети «Обская жизнь» в місті Новомиколаївську (нині Новосибірськ) Томської губернії і член Новомиколаївського комітету РСДРП. У серпні 1912 року знову заарештований і до липня 1914 року сидів у в'язницях Єкатеринбурга та Новомиколаївська. У липні 1914 року повернений на заслання до Кіренського повіту Іркутської губернії. У 1915 році царська влада дозволили Преображенському переїхати з місця заслання в місто Іркутськ. У 1915—1917 роках вів партійну роботу в Іркутську і Читі, був членом Іркутського комітету РСДРП.
З середини березня по квітень 1917 року — товариш (заступник) голови Читинської ради робітничих і солдатських депутатів та члена президії Комітету громадських організацій Чити. Був делегатом I-го Східно-Сибірського з'їзду рад робітничих, солдатських і селянських депутатів (7—13 квітня 1917 року), членом президії з'їзду. У квітні 1917 року обраний делегатом на I Всеросійський з'їзд рад робітничих і солдатських депутатів і виїхав до Петрограда. По дорозі на I Всеросійський з'їзд рад, у травні — червні 1917 року зупинився в місті Златоусті, де вів партійну роботу, був членом Златоустівського комітету РСДРП. З 16 червня по 7 липня 1917 року брав участь як делегат в роботі I Всеросійського з'їзду Рад робітничих і солдатських депутатів.
У червні — липні 1917 року — член Златоустівського комітету РСДРП(б) на Уралі. З 18 липня 1917 по 5 (18) січня 1918 року — член Уральського обласного комітету РСДРП(б). У жовтні 1917 року брав участь у встановленні радянської влади в Златоусті і Златоустівському гірничому окрузі.
З 5 (18) січня по 29 квітня 1918 року — кандидат у члени Уральського обласного комітету РКП(б) і член редакційної колегії газети «Уральский рабочий». З 29 квітня 1918 по 16 січня 1919 року — член Уральського обласного комітету РКП(б), з травня 1918 по 16 січня 1919 року — голова Президії Уральського обласного комітету РКП(б).
Одночасно, з липня по серпень 1918 року займався організацією радянських військ у районі Курська. З грудня 1918 по січень 1919 року — член Пермського губернського революційного комітету.
З січня по жовтень 1919 року — член редакційної колегії газети «Правда» в Москві та уповноважений ВЦВК по Орловській губернії. З жовтня по грудень 1919 року — співробітник апарату Сибірського бюро ЦК РКП(б).
З січня по березень 1920 року — голова Уфимського губернського комітету РКП(б).
5 квітня 1920 — 16 березня 1921 року — секретар ЦК РКП(б). Одночасно, з 20 квітня по 25 червня 1920 року — завідувач агітаційно-пропагандистського відділу ЦК РКП(б). З червня по липень 1920 року — завідувач Об'єднаного державного видавництва РРФСР. З листопада 1920 по березень 1921 року — заступник голови Головполітпросвіти Народного комісаріату освіти РРФСР.
У 1921—1924 роках — голова Фінансового комітету ЦК РКП(б) та Ради народних комісарів РРФСР. Одночасно, у березні 1921 — серпні 1923 року — член колегії Народного комісаріату фінансів РРФСР.
З березня 1921 по січень 1927 року — член редакційної колегії газети «Правда». З березня по травень 1921 року — член колегії Головполітпросвіти Народного комісаріату освіти РРФСР. З квітня 1921 по січень 1922 року — голова Головного управління профтехнічних шкіл та вищих навчальних закладів Народного комісаріату освіти РРФСР.
З 14 вересня 1921 по 6 березня 1922 року — завідувач відділу журналу «Комуністичний Інтернаціонал». З січня 1922 по серпень 1927 року — член президії Комуністичної академії. У 1923 році — член Аграрної комісії виконавчого комітету Комуністичного Інтернаціоналу.
З серпня 1923 по січень 1926 року — член колегії Народного комісаріату фінансів СРСР.
У червні 1924 — березні 1927 року — член та заступник голови Головного концесійного комітету при РНК СРСР, одночасно  У 1926—1928 роках — член Головної редакції 1-го видання Великої радянської енциклопедії.
З 1923 року Євген Преображенський належав до «лівої опозиції» в партії, був одним з ініціаторів і авторів «Заяви 46-ти». У серпні 1927 року висланий з Москви в казахське місто Уральськ, де з серпня 1927 по грудень 1928 року працював консультантом Уральського губернського планового комітету.
13 жовтня 1927 року був виключений з партії «за організацію нелегальної антипартійної друкарні», 28 листопада 1927 року виключений з Товариства старих більшовиків.  У грудні 1928 — липні 1929 року працював головою промислової секції Державного планового комітету Татарської АРСР.
У липні 1929 року разом з Радеком і Смілгою направив до ЦК ВКП(б) лист, в якому заявив про ідейний та організаційний розрив з опозицією і в січні 1930 року був поновлений в партії.
У серпні 1929 — березні 1930 року — заступник голови Нижньогородського крайового планового комітету.
У квітні 1930 — квітні 1931 року — голова делегації експертів Народного комісаріату закордонних справ СРСР у Лондоні (Велика Британія). З квітня 1931 по січень 1932 року — експерт Народного комісаріату закордонних справ СРСР.
У січні 1932 — березні 1933 року — член колегії Народного комісаріату легкої промисловості СРСР.
У січні 1933 року знову виключений з ВКП(б), заарештований і притягнутий як обвинувачений у справі так званої «контрреволюційної троцькістської групи І. Смирнова, В. Тер-Ваганяна, Є. Преображенського та інших». 16 січня 1933 року постановою Особливої наради при Колегії ОДПУ при РНК СРСР Преображенський був засуджений до заслання в Казахстан строком на 3 роки. З березня по серпень 1933 року працював консультантом Семипалатинського обласного планового комітету. У грудні 1933 року відновлений в членах партії.
У вересні 1933 — грудні 1936 року — заступник начальника центрального планово-фінансового відділу Народного комісаріату зернових і тваринницьких радгоспів СРСР.
20 грудня 1936 (або 2 січня 1937) року заарештований органами НКВС. 5 лютого 1937 року знову виключений з ВКП(б). Засуджений Воєнною колегією Верховного суду СРСР 13 липня 1937 року до страти, розстріляний того ж дня. Похований на Донському цвинтарі Москви.
22 грудня 1988 року посмертно реабілітований, 16 травня 1990 року поновлений в партії.

## Твори
- Анархізм і комунізм, М.-Петроград, 1916;
- Про селянські комуни. (Розмова комуніста-більшовика з селянином), М.-Пг., 1918;
- Чи потрібна хлібна монополія?, М., 1918;
- З ким йти селянській бідноті?, Смоленськ, 1918;
- Селянська Росія і соціалізм, Пг., 1918;
- Азбука комунізму, М., 1919 (спільно з Миколою Бухаріним);
- Триріччя Жовтневої революції, М., 1920;
- Про мораль і класових нормах, М.-Пг., 1923;
- Нова економіка (теорія і практика): 1922—1928 рр., Т. I—II, М., видавництво Головархіву Москви, 2008;
- Гроші і світовий капіталізм (дослідження, науково-популярні роботи): 1921—1931 рр., М., Видавництво Головного архівного управління міста Москви, 2011.